# Eyes on the Prize
Eyes on the Prize ist eine 14-stündige Dokumentarfilm-Serie des US-amerikanischen Regisseurs Henry Hampton über die schwarze Bürgerrechtsbewegung in den USA und ihren Kampf gegen Rassentrennung und Rassismus. Sie besteht aus zwei Staffeln, die erstmals in den Jahren 1987 bzw. 1990 vom Public Broadcasting Service ausgestrahlt wurden. Sie war bei Kritikern und Zuschauern erfolgreich und entwickelte sich zu einem Standardlehrmittel an US-amerikanischen Schulen.

## Inhalt
Die Dokumentation stützt sich im Wesentlichen auf Original-Filmmaterial und Interviews mit Zeitzeugen. In den Interviews kommen Personengruppen mit unterschiedlichen Ansichten über die Bürgerrechtsbewegung zu Wort. Dazu gehören Historiker, ehemalige Demonstranten und Mitglieder von Bürgerrechtsorganisationen wie der Southern Christian Leadership Conference und dem Student Nonviolent Coordinating Committee. Historisch deckt die Reihe den Zeitraum von 1954 bis 1985 ab. Der erste Teil Eyes on the Prize: America's Civil Rights Years, 1954–1965 umfasst sechs Stunden Filmmaterial und endet mit positiven Momenten der amerikanischen Bürgerrechtsbewegung, wie der Unterzeichnung des Voting Rights Act 1965. Der achtstündige zweite Teil mit dem Titel Eyes on the Prize II: America at the Racial Crossroads, 1965–1985 knüpft zeitlich an und thematisiert unter anderem die Gefährdung der erreichten Fortschritte. Die Wahl Harold Washingtons zum ersten afroamerikanischen Bürgermeister von Chicago bildet den Abschluss der Reihe. Alle Folgen werden von dem US-amerikanischen Bürgerrechtsaktivisten, Politiker und Autor Julian Bond (1940–2015) kommentiert. Sie sind über große Strecken mit Filmmusik untermalt. Dazu gehören sowohl klassische als auch zeitgenössische Stücke von Künstlern wie James Brown and Aretha Franklin. Als Titelsong dient die namensgebende Bürgerrechtshymne Keep Your Eyes on the Prize (auch: Hold on).

## Hintergründe
Von 1977 bis 1978 entwickelte Henry Hampton (1940–1998) das Konzept für eine Dokumentarreihe über die amerikanische Bürgerrechtsbewegung. Im Auftrag von Capital Cities, einem ehemaligen Medienunternehmen und Muttergesellschaft der ABC, entstand mit sehr knappem Budget ein erster Dokumentarfilm, den Capital Cities letztlich ablehnte, weil er sich zu wenig auf die bedeutenden Persönlichkeiten der Bewegung konzentrierte. Erst Mitte der 1980er Jahre wurde das Projekt doch noch von Public Broadcasting Service (PBS) umgesetzt. Die Produktion übernahm Hamptons Bostoner Produktionsgesellschaft Blackside, zur Finanzierung trug neben PBS unter anderem die Ford Foundation bei. Es wurde umfangreiches Material aus diversen Quellen zusammengetragen und verwertet. Dazu gehörten Videos aus 82 verschiedenen Archiven, ca. 275 Fotografien aus 93 Archiven und über 120 Musiktitel. Außerdem führte das Filmteam Interviews mit Zeitzeugen, so dass neue Aufnahmen mit in den Produktionsprozess einflossen. Bereits während Hampton die Finanzierung des Projekts organisierte, erkannte er, dass nicht das gesamte Material sofort realisiert werden konnte und teilte die Reihe in zwei Staffeln auf. Im April 1986 begannen die Arbeiten an der zweiten Staffel, noch bevor die erste gesendet worden war.
Die Erstausstrahlung beider Staffeln fand, beginnend mit dem 21. Januar 1987 bzw. 15. Januar 1990, in wöchentlichem Rhythmus jeweils um 21 Uhr auf Channel 28 (KCET) bzw. Channel 13 von PBS statt.  Die Reihe wurde auf VHS und DVD vermarktet. In Deutschland kam sie erstmals auf der Berlinale 1988 in der Sektion Forum zur Aufführung.
1987 wurde Hampton von den Erben Martin Luther Kings verklagt für die Verwendung dessen Rede mit dem Titel I Have a Dream. Hampton gewann den Rechtsstreit zunächst, den Klägern wurde jedoch Recht gesprochen, nachdem sie in Berufung gegangen waren.
Abgelaufene Lizenzen für Filmmaterial, Fotografien und Musik führten dazu, dass Eyes on the Prize seit Mitte der 1990er weder ausgestrahlt wurde noch käuflich zu erwerben war. Mit Hilfe von Spenden der Ford Foundation und The Gilder Foundation (Richard Gilder) konnte das Material relizenziert werden. Die erste Staffel wurde 2006 erstmals wieder im TV gezeigt, die zweite Staffel 2008. 2010 erschien die erste Staffel erneut auf DVD.

## Rezeption
Eyes on the Prize hatte insgesamt über 20 Millionen Zuschauer und wurde mit sechs Emmys und einer Oscar-Nominierung ausgezeichnet. In amerikanischen Schulen und Bildungseinrichtungen wird diese Dokumentation häufig als Teil des Unterrichtsmaterials eingesetzt. Mehr als 40 Prozent der vierjährigen Colleges sowie tausende Highschools und Middleschools in den Vereinigten Staaten erwarben die zugehörigen Videos.
Auch die Resonanz in den Medien war weitreichend und überwiegend positiv. So bezeichnete Filmkritiker Howard Rosenberg in der Los Angeles Times die erste Staffel als «exhaustive six-part documentary of record that shouldn't be missed» (deutsch: eine umfassende sechsteilige Dokumentation, die man nicht verpassen sollte). Walter Goodman von The New York Times lobte: «Sensitively composed of new interviews and resonant footage, the six one-hour programs tell the story through those who took part in it. The straightforward narration, written by Steve Fayer and delivered in a low-keyed way by Julian Bond, does not strain for effects. There is drama enough in the faces and confrontations of the time.» (deutsch: Einfühlsam zusammengestellt aus neuen Interviews und nachklingendem Filmmaterial, erzählen die sechs einstündigen Sendungen die Geschichte durch diejenigen, die daran teilgenommen haben. Die geradlinige Erzählung, die von Steve Fayer geschrieben und auf unaufdringliche Weise von Julian Bond vermittelt wird, heischt nicht nach Effekten. Es gibt genug Drama in den Gesichtern und Konfrontationen dieser Zeit).

## Episodenliste
| Nr. | Titel                                     | Erstausstrahlung | Regisseur                                         | Zusammenfassung |
| --- | ----------------------------------------- | ---------------- | ------------------------------------------------- | --- |
| 1.1 | Awakenings (1954–1956)                    | 21. Januar 1987  | Judith Vecchione                                  | Der erste Teil der Dokumentation behandelt den Zeitraum von 1954 bis 1958. Im Zentrum stehen Rassentrennung (Segregation) und Rassismus, das anhand von Fällen wie dem Mord an Emmett Till und dem von Rosa Parks ausgelösten Montgomery Bus Boycott dargestellt wird. |
| 1.2 | Fighting Back (1957–1962)                 | 28. Januar 1987  | Judith Vecchione                                  | Diese Folge behandelt die Überwindung der Segregation an Schulen und Universitäten von 1957 bis 1962. Als Fallbeispiele dienen die Little Rock Nine sowie den Kampf des ersten afro-amerikanischen Studenten an der University of Mississippi, James Meredith.         |
| 1.3 | Ain't Scared of Your Jails (1960–1961)    | 4. Februar 1987  | Orlando Bagwell                                   | Episode 3 erzählt unter anderem die Geschichte der Freedom Riders. |
| 1.4 | No Easy Walk (1961–1963)                  | 11. Februar 1987 | Callie Crossley James A. DeVinney                 | Im Mittelpunkt dieser Folge stehen Martin Luther King und Massendemonstrationen der Bürgerrechtsbewegung. |
| 1.5 | Mississippi: Is This America? (1963–1964) | 18. Februar 1987 | Orlando Bagwell                                   | Diese Episode handelt unter anderem von dem Mississippi-Bürgerrechtsaktivisten-Morde. Ihr Autor Steve Fayer gewann einen Emmy in der Kategorie Outstanding Individual Achievement in News and Documentary Programming.                                                 |
| 1.6 | Bridge to Freedom (1965)                  | 25. Februar 1987 | Callie Crossley James A. DeVinney                 | In dieser Episode wird unter anderem die Wahlrechtsbewegung in Selma unter Martin Luther King dargestellt. Lyndon B. Johnson unterzeichnet den Voting Rights Act. Diese Dokumentation wurde 1988 für einen Oscar in der Kategorie Bester Dokumentarfilm nominiert.     |
| 2.1 | The Time Has Come (1964–1966)             | 15. Januar 1990  | James A. DeVinney Madison D. Lacy                 | Diese Folge ist unter anderem den Bürgerrechtlern Malcolm X und Stokely Carmichael sowie dem Student Nonviolent Coordinating Committee gewidmet. |
| 2.2 | Two Societies (1965–1968)                 | 22. Januar 1990  | Sheila Curran Bernard Samuel D. Pollard           | Martin Luther King und die Southern Christian Leadership Conference setzen sich in Chicago für den gewaltfreien Widerstand ein. In Detroit kommt es zu Rassenunruhen.                                                                                                  |
| 2.3 | Power! (1966–1968)                        | 29. Januar 1990  | Louis J. Massiah Terry Kay Rockefeller            | Der Afroamerikaner Carl Stokes wird zum Bürgermeister von Cleveland gewählt, in Oakland wird die Black Panther Party gegründet und in Brooklyn um die Kontrolle über die Schulen gekämpft.                                                                             |
| 2.4 | The Promised Land (1967–1968)             | 5. Februar 1990  | Jacqueline Shearer Paul Stekler                   | Diese Folge handelt von den letzten Lebensjahren von Martin Luther King, seinem Einsatz gegen den Vietnamkrieg und die Poor People’s Campaign. |
| 2.5 | Ain't Gonna Shuffle No More (1964–1972)   | 12. Februar 1990 | Sheila Curran Bernard Samuel D. Pollard           | Im Mittelpunkt der Folge steht Muhammad Ali. Außerdem wird die Studentenbewegung an der Howard University thematisiert. Die National Black Political Convention findet in Indiana statt.                                                                               |
| 2.6 | A Nation of Law? (1968–1971)              | 19. Februar 1990 | Louis J. Massiah Thomas Ott Terry Kay Rockefeller | Die Episode thematisiert zunehmende Polizeigewalt gegen Bürgerrechtler, unter anderem am Fall Fred Hampton. Im Attica Correctional Facility kommt es zu einem Gefängnisaufstand mit zahlreichen Toten.                                                                 |
| 2.7 | The Keys to the Kingdom (1974–1980)       | 26. Februar 1990 | Jacqueline Shearer Paul Stekler                   | An Bostoner Schulen verhindern einige Weiße die vorgeschriebene Desegregation. Maynard Jackson wird der erste afroamerikanische Bürgermeister von Atlanta. |
| 2.8 | Back to the Movement (1979-mid 80s)       | 5. März 1990     | James A. DeVinney Madison D. Lacy                 | In Miami kommt es zu Rassenunruhen. Harold Washington wird erster afroamerikanischer Bürgermeister von Chicago. |